# Kokkothamangalam
Kokkothamangalam es una ciudad censal situada en el distrito de Alappuzha en el estado de Kerala (India). Su población es de 17047 habitantes (2011). Se encuentra a 20 km de Alappuzha y a 36 km de Cochín.

## Demografía
Según el censo de 2011 la población de Kokkothamangalam era de 17047 habitantes, de los cuales 8344 eran hombres y 8703 eran mujeres. Kokkothamangalam tiene una tasa media de alfabetización del 95,83%, superior a la media estatal del 94%: la alfabetización masculina es del 97,68%, y la alfabetización femenina del 94,09%.